# Bruce Springsteen
Bruce Frederick Joseph Springsteen (sinh ngày 23 tháng 9 năm 1949), biệt danh "The Boss", là một ca sĩ và nhạc sĩ người Mỹ. Ông đã đi lưu diễn cùng nhóm The E Street Band từ năm 1972. Các sản phẩm âm nhạc của ông vừa có các tác phẩm nhạc rock xen kẽ với thể loại âm nhạc dân gian phương Đông. Phần lớn danh tiếng của ông giành được qua các buổi biểu diễn và các buổi biểu diễn marathon trong đó ông và nhóm nhạc E Street Band biểu diễn các nhạc phẩm ballad, thánh ca và các bài hát thể loại rock and roll.
Album nổi tiếng nhất của Springsteen, Born to Run và Born in the U.S.A., thể hiện thiên hướng tìm đến sự cao quý trong muôn vàn gian truân của cuộc sống. Ông đã giành được vô số giải thưởng, trong đó có 19 giải Grammy, 2 giải Quả cầu vàng và 1 giải Oscar. Springsteen đã bán được 65 triệu album chỉ riêng tại Mỹ và 120 triệu album trên toàn thế giới.

## Các album
- 1973: Greetings from Asbury Park, N.J.
- 1973: The Wild, the Innocent & the E Street Shuffle
- 1975: Born to Run
- 1978: Darkness on the Edge of Town
- 1980: The River
- 1982: Nebraska
- 1984: Born in the U.S.A.
- 1987: Tunnel of Love
- 1992: Human Touch
- 1992: Lucky Town
- 1995: The Ghost of Tom Joad
- 2002: The Rising
- 2005: Devils & Dust
- 2006: We Shall Overcome: The Seeger Sessions
- 2007: Magic
- 2009: Working on a Dream
- 2010: The Promise
- 2012: Wrecking Ball
- 2014: High Hopes
- 2019: Western Stars
- 2020: Letter to You
- 2022: Only the Strong Survive